# سانت‌آجاتا لی باتیاتی
سانت‌آجاتا لی باتیاتی (به ایتالیایی: Sant'Agata li Battiati) یک شهرستان در ایتالیا است که در استان کاتانیا واقع شده‌است. سانت‌آجاتا لی باتیاتی ۳٫۱ کیلومتر مربع مساحت و ۹٬۷۰۳ نفر جمعیت دارد و ۳۲۰ متر بالاتر از سطح دریا واقع شده‌است.